# Israel Dan Taub
Israel Dan Taub (ur. 1928 w Warszawie, zm. 16 czerwca 2006 w Bene Berak) – rabin, czwarty cadyk chasydzkiej dynastii Modrzyc, (jid. מאָדזשיץ). Syn cadyka Szmuela Elijahu Tauba, wnuk Szaula Elazara.
Do Palestyny przybył w 1936 roku wraz z matką i ojcem. W 1984 roku objął sukcesję po swoim ojcu zostając cadykiem modrzyckim. 18 maja 1995 roku przeniósł siedzibę cadyków z Tel Awiwu-Jafy do Bene Berak. 
Zmarł 16 czerwca 2006 roku. Jego następcą został jego najstarszy syn Chaim Szaul Taub.